# Takarachō (metropolitana di Tokyo)
La Stazione di Takarachō (宝町駅?, Takarachō-eki) è una stazione della metropolitana di Tokyo, si trova nel quartiere di Chūō. La stazione è servita dalla linea Asakusa della Toei metro.

## Stazioni adiacenti
| «                                       | Servizio      | »             |
| Linea Asakusa                           | Linea Asakusa | Linea Asakusa |
| --------------------------------------- | ------------- | ------------- |
| Higashi-Ginza                           | Tutti i treni | Nihombashi    |
| L'Espresso Limitato Aeroporto non ferma |               |               |